# 작은관박쥐
작은관박쥐(Rhinolophus hipposideros)는 관박쥐과에 속하는 박쥐의 일종이다. 유럽에서 서식하는 박쥐로 근연종 큰관박쥐 보다 작다.

## 특징
몸길이가 38~48mm인 작은 박쥐로 전완장은 35.9~42.5mm이다. 꼬리 길이는 22~33mm, 발 길이는 6.9~9mm, 귀 길이는 12~19mm이다. 날개 폭은 최대 25.4cm이고, 몸무게는 최대 9g이다.

## 아종
6종의 아종이 알려져 있다.
- R. h. hipposideros - 포르투갈, 스페인, 발레아레스 제도, 프랑스, 벨기에 남부, 룩셈부르크, 스위스, 이탈리아, 사르데냐, 오스트리아, 독일 남부와 동부, 폴란드 남부, 체코, 슬로바키아, 헝가리, 슬로베니아, 보스니아 헤르체고비나, 크로아티아, 몬테네그로, 마케도니아, 세르비아, 알바니아, 불가리아, 루마니아, 몰도바, 우크라이나 남부와 남서부, 터키
- R. h. escalerae - 모로코 북부, 알제리, 튀니지
- R. h. majori - 코르시카
- R. h. midas - 캅카스, 이란 북부와 서부 및 남부, 이라크 북동부, 투르크메니스탄 남서부, 우즈베키스탄 동부, 인도 잠무 카슈미르주, 아프가니스탄 동부, 키르기스스탄, 타지키스탄
- R. h. minimus - 시나이반도, 에리트레아, 지부티, 에티오피아 중부, 수단 남부와 동부, 사우디아라비아 서부, 이스라엘, 요르단 북부와 서부, 레바논, 시리아 서부, 시칠리아, 크레타, 키프로스, 몰타
- R. h. minutus - 영국 남부-서부, 아일랜드 서부